# 藤井郁弥のオールナイトニッポン
『藤井郁弥のオールナイトニッポン』（ふじいふみやのオールナイトニッポン）は、ニッポン放送制作の深夜放送、オールナイトニッポンで放送されていたラジオ番組である。放送枠及び放送時間・放送期間は、1989年4月12日から同年12月27日まで、水曜1部（毎週水曜日深夜25:00～27:00（木曜日未明1:00～3:00））。

## 概要
メインパーソナリティは当時チェッカーズのメンバーだった藤井郁弥（現・藤井フミヤ）。ニッポン放送での藤井単独パーソナリティによる番組としては、本番組は『藤井郁弥のハートはジュークボックス』（1985年10月 - 1987年10月 毎週日曜8:00 - 8:30）、『藤井郁弥 キュートしようよ』（1987年10月 - 1989年4月 毎週土曜22:00 - 22:30）に続く番組である。なお『キュートしようよ』は本番組と入れ替わる形で1989年4月8日で終了している。
番組は大きく午前1時台の前半と2時台の後半に分けての2部構成で放送されており、前半はリスナーと議論していくパートで、毎週議論のテーマを決め（『自民党と金』（1989年4月26日）、『だまされた話』（1989年4月26日、『日本はどうなるか』（1989年8月3日）、『夏休みのアルバイト』（1989年7月26日）等々）、意見を生放送中電話で受け付けた他、はがきや手紙でも募集してそれを紹介。後半ははがきネタコーナーが続くパートであった。
番組には藤井の飲み友達だったという、火の玉軍団と呼ばれていた「JETS」（ジェッツ）のメンバーがしばしば出演。番組中にかける曲の選曲はそのJETSのメンバーが行い、洋楽中心でオンエアされていた。
新コーナー案はリスナーからも随時受け付けていた。案が採用されて実際にコーナー化された場合は、提案者に1万円程度の賞金が贈られていた。
藤井は本番組から28年後の2017年10月から12月まで、オールナイトニッポンPremiumの水曜パーソナリティとして再びオールナイトニッポンシリーズでレギュラー出演している。

## 主なコーナー
カラダ記念日
- リスナーから自分たちの性体験を詠みこんだ短歌、俳句を募集して紹介[1]。

スジを通せ!!伝説の番長&金八先生
- 各地の番長や不良たちの愛すべきエピソード、また学校の先生の面白い、変わったエピソードを募集[1][3]。

だまされた
- リスナーによる「騙された」その体験談を紹介[1]。

JETSとキャンプに行こう
- 『夏休みのアルバイト』をテーマにした日（1989年7月26日）から、番組中でさびれたリゾート情報を伝えて織り交ぜながら、藤井が村おこしに協力しようと立った[4]のがきっかけ。昔ながらのキャンプの楽しさについての情報などを伝えていた[7]。

恋愛なんてラララ・・・
- 1989年11月からのコーナー[8]。

他

## 番組史
- 1989年6月14日 - ゲスト：NOKKO（レベッカ）
- 1989年6月28日 - ゲスト：とんねるず
- 1989年7月19日 - 『オールナイトニッポンライブスペシャル』放送のため休止
- 1989年7月26日 - 当時コンサートツアー初日の長野（信越放送）から生放送[4]
- 1989年9月20日 - ゲスト：チェッカーズ全員
- 1989年9月27日 - ゲスト：工藤静香
- 1989年10月25日 - 『Mr.マリックのオールナイトニッポン』放送のため休止
- 1989年11月8日 - ゲスト：竹内まりや
- 1989年11月22日 - ゲスト：松任谷由実
- 1989年11月29日 - 冬のコンサートツアーの公演先の静岡（静岡放送）から生放送[9]
- 1989年12月20日 - ゲスト：宮沢りえ